# Hanno cambiato faccia
Hanno cambiato faccia is een Italiaanse dramafilm uit 1971 onder regie van Corrado Farina. Hij won met deze film de Gouden Luipaard op het filmfestival van Locarno.

## Verhaal
Alberto Valle moet op bezoek bij Giovanni Nosferatu, de geheimzinnige eigenaar van de firma waar hij werkt. Het landhuis van Nosferatu is gelegen in afgelegen streek, waar een dichte mist hangt. Wanneer Alberto op zijn bestemming aankomt, moet hij wachten tot de nacht valt.

## Rolverdeling
| Acteur               | Personage          |
| -------------------- | ------------------ |
| Adolfo Celi          | Giovanni Nosferatu |
| Geraldine Hooper     | Corinna            |
| Giuliano Esperanti   | Alberto Valle      |
| Francesca Modigliani | Laura              |